# Bunker de Kelvedon Hatch

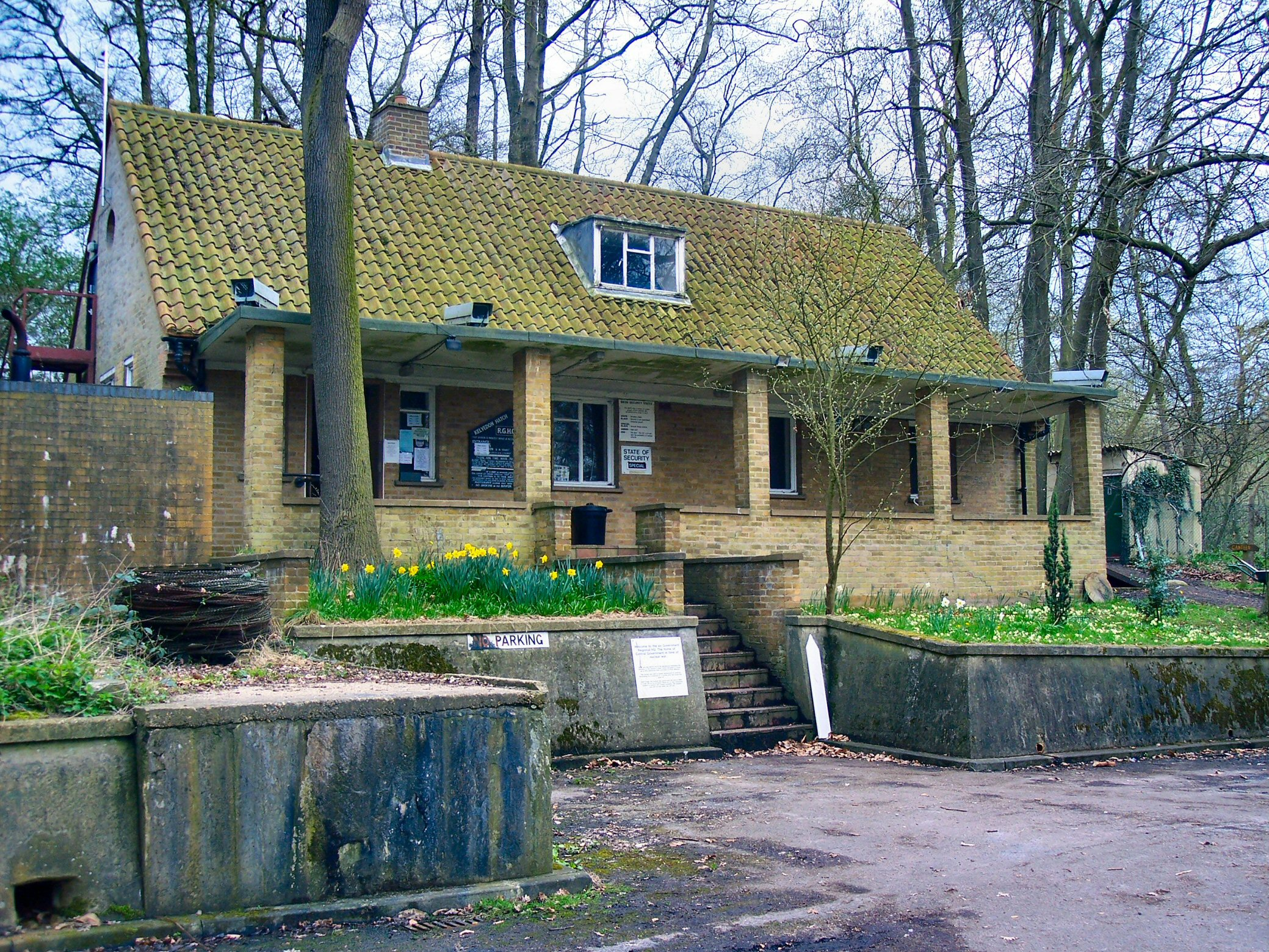
Le bungalow qui sert d’entrée au bunker nucléaire de Kelvedon Hatch

Le bunker nucléaire secret de Kelvedon Hatch à Kelvedon Hatch, dans l’arrondissement de Brentwood, dans le comté anglais d’Essex, est un grand bunker souterrain maintenu pendant la guerre froide en tant que siège potentiel du gouvernement régional. Depuis sa mise hors service en 1993, le bunker a été ouvert au public en tant qu'attraction touristique, avec un musée consacré à son histoire durant la guerre froide.

## Construction et but initial
Le bunker a d'abord été construit en tant que station de défense antiaérienne (SOC) dans le cadre du projet de défense antiaérienne RAF ROTOR. Après la disparition du ROTOR, les éléments restants de la cellule d'alerte nucléaire et de l'UWWMO ont été intégrés dans un « siège régional du gouvernement » du Home Office ou RSG. Le bunker a pu contenir divers effectifs (par centaines) de personnel civil et militaire, leur nombre qui a changé au fil des années à mesure que le rôle du bâtiment changeait de SOC à RSG. En cas de frappe nucléaire, le RSG/RGHQ serait chargé d’organiser la survie de la population et de poursuivre les opérations gouvernementales.

## Historique
Le bunker de Kelvedon Hatch a été construit en 1952-1953 dans le cadre de ROTOR, programme visant à améliorer et à renforcer le réseau de défense aérienne britannique. Il a été construit par Peter Lind & Company, de Londres. Le bunker était un centre d'opérations sectorielles (SOC) renforcé (R4) de la RAF Fighter Command. Il devait assurer le commandement et le contrôle du secteur de Londres du Fighter Command.
Au cours des années 1960, 1970, 1980 et au début des années 1990, le gouvernement britannique (Home Office) a maintenu le bunker en tant que site de défense d'urgence du gouvernement régional. Au début des années 1990, lorsque la menace nucléaire a été perçue comme réduite, le bunker a été revendu à la famille paysanne qui était propriétaire des terres dans les années 1950. Il s’agit maintenant d’un musée de la guerre froide et conserve bon nombre de ses caractéristiques originales ROTOR et RSG/RGHQ.

## Intérieur du bunker

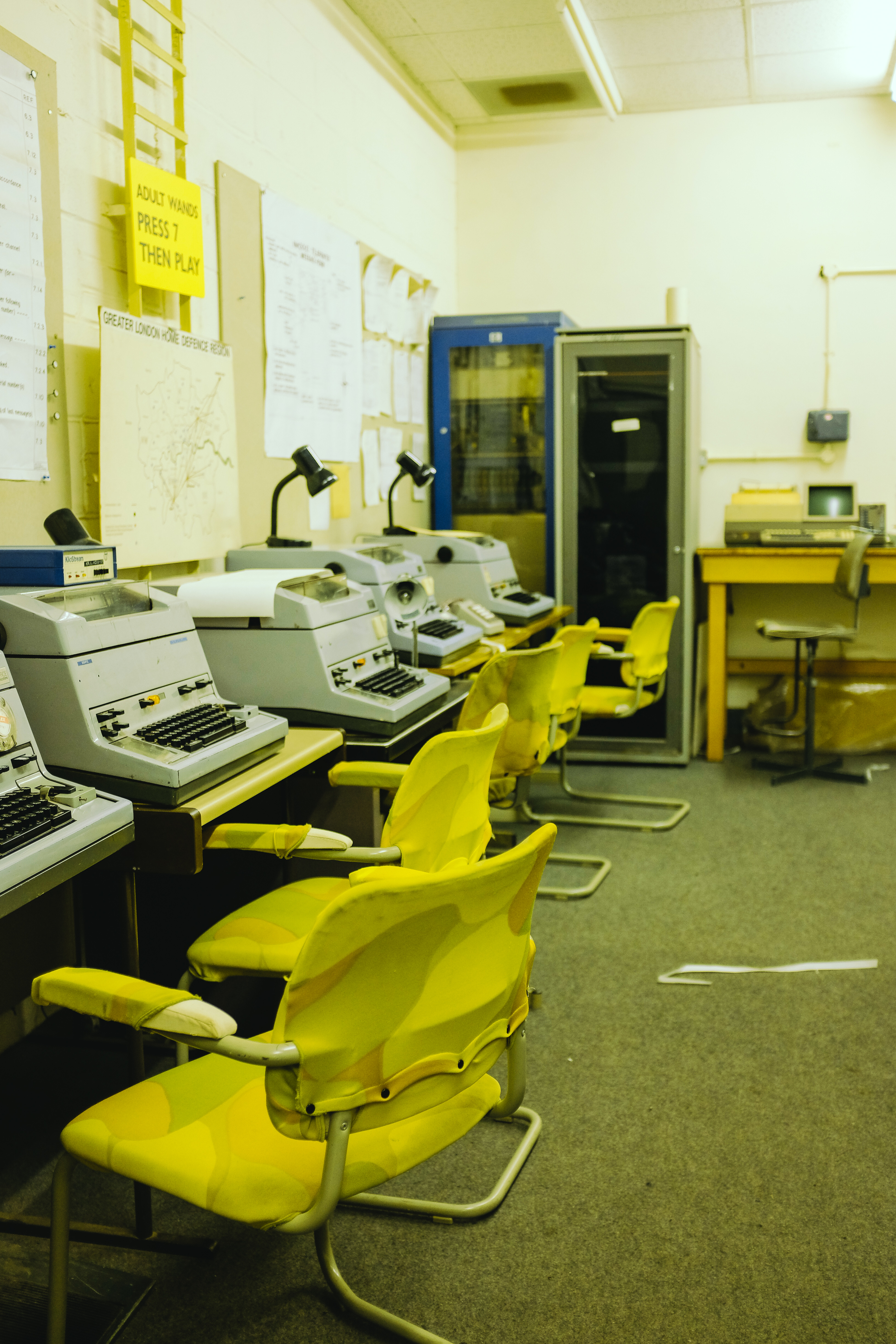
Intérieur du bunker

Le bunker est construit sous terre à une profondeur de 11 mètres et l’entrée se fait par un simple bungalow (un «pavillon de surveillance» ROTOR standard) entouré d’arbres. L'intérieur du bungalow mène à un tunnel de 91 m qui pénètre dans le R4 par son étage le plus bas (sur trois). Au-dessus, il y a deux autres étages, la "colline" qui le recouvre et un mât radio.
Le bunker a pu accueillir quelques centaines de membres du personnel (leur nombre changeant selon les fonctions), pouvant vivre en autarcie pendant trois mois. Le bunker dispose de la climatisation et du chauffage, de sa propre alimentation en eau (eau de ville et de son propre trou de forage profond) et  de ses propres générateurs. Il a été équipé avec de nombreux types d'équipements hertziens, réseaux et divers systèmes militaires protégés, tels que les téléscripteurs MOULE (système pour fournir des communications entre l'armée régulière et l'administration régionale) et CONRAD (systèmes de communication du gouvernement radio après une attaque nucléaire).

## De nos jours
En 1993, le bunker n'était plus nécessaire, il a donc été mis hors service et le terrain a été revendu aux propriétaires d'origine. Il a maintenant été rénové et transformé en musée et attraction touristique; de nombreux habitants apprécient l'ironie des nombreux panneaux de signalisation touristique bruns de la région, qui dirigent clairement les gens vers le "bunker nucléaire secret". L'émission de télévision BBC Top Gear a notamment évoqué ces panneaux.
Le bunker a été utilisé comme "emplacement du tueur" pour The Murder Game. Les quartiers résidentiels et la zone opérationnelle ont été mis en place pour le "Killer's Game" lors de la finale. Il a également joué un rôle important dans un épisode de New Tricks intitulé "Le discours de la reine", diffusé pour la première fois sur BBC1 le 20 octobre 2014.
En 2010, le film post-apocalyptique / d'horreur britannique indépendant S.N.U.B! a été filmé dans le bunker.
Le jeu vidéo The Bunker, qui utilise des séquences d'action en direct, a été entièrement filmé à l'intérieur du bunker.